# Bedollo
Bedollo (deutsch veraltet: Bedull, im lokalen Dialekt: Bedol) ist eine norditalienische Gemeinde (comune) mit 1491 Einwohnern (Stand 31. Dezember 2023) im Trentino in der Region Trentino-Südtirol. Die Gemeinde liegt etwa 17 Kilometer nordöstlich von Trient am Lago della Serraia. Der Verwaltungssitz befindet sich im Ortsteil Centrale.

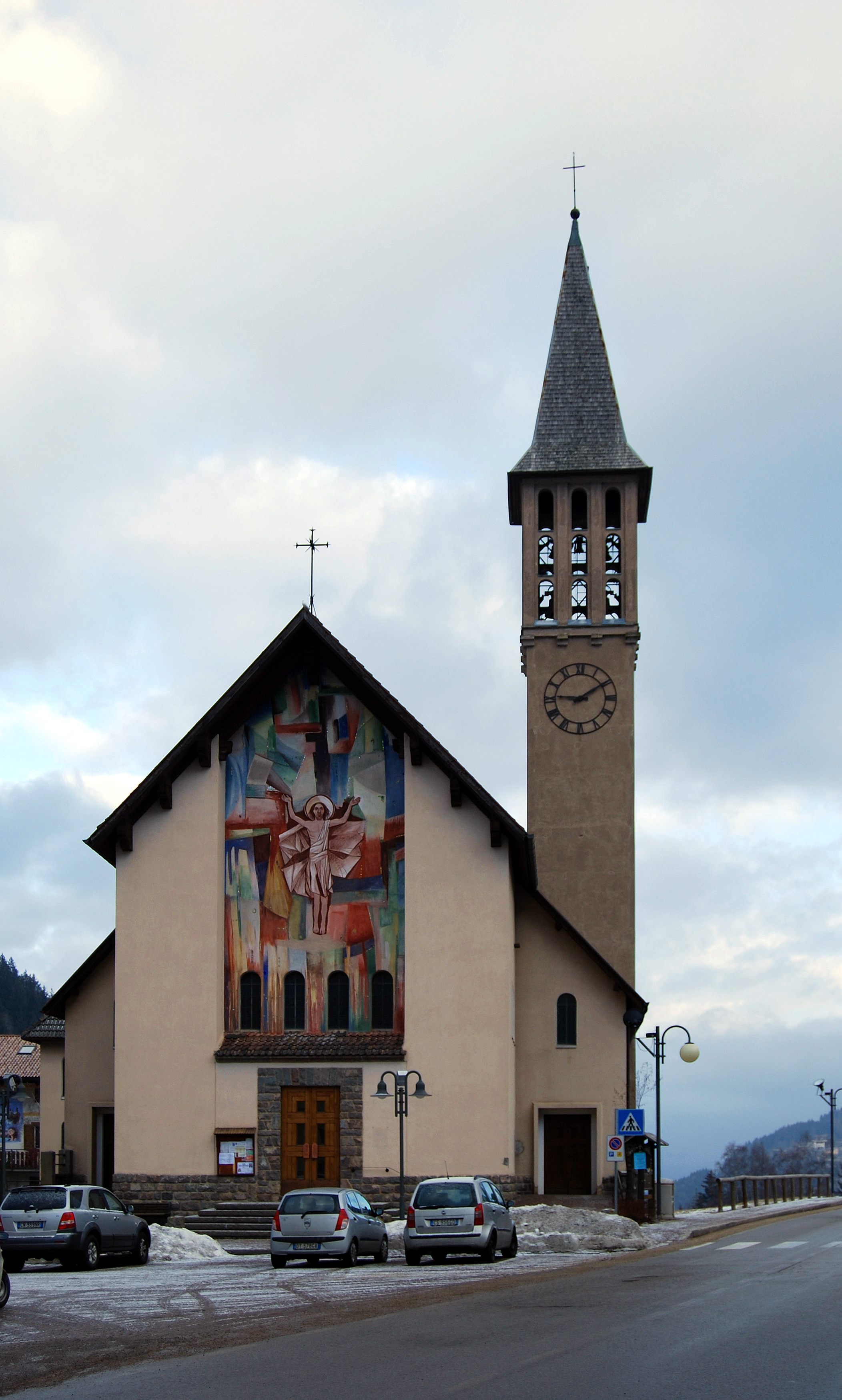
Kirche Madonna del Buonconsiglio im Ortsteil Brusago